# Píšť, Pelhřimov
Píšť là một làng thuộc huyện Pelhřimov, vùng Vysočina, Cộng hòa Séc.